# نوب خعس
نوب خعس ، هي ملكة مصرية قديمة غير حاكمة أو زوجة ملك ، عاشت في عهد الأسرة الثالثة عشرة.

## المعروف عنها
الملكة نوب خعس - حتى الآن - معروفة فقط من لوحة جنائزية لعائلتها موجودة حالياً في متحف اللوفر ، و من بعض الإشارات في فترات تالية على عصرها ، و اللوحة هي النصب التذكاري الرئيسي للملكة. و عليها ذكر والدها ددوسوبك و أفراد الأسرة الآخرين ، و كان معظمهم مسؤولين في البلاط الملكي ، و يمكن تأريخها بحوالي وقت الملك سوبك حتب الرابع.
و لم يذكر زوج الملكة في السطور على اللوحة ، و لكن من المفترض أنه كان من خلفاء سوبك حتب الرابع ، حيث أن زوجة الملك الأخير معروفة ، و نوب خعس تنتمي إلى جيل بعد سوبك حتب الرابع ، و كانت للملكة ابنة تسمى الأميرة خونس تزوجت من الوزير يي من الكاب.

## ألقابها
- الزوجة الملكية العظيمة.
- المتحدة مع التاج الأبيض.[1]